# Echemella
Echemella là một chi nhện trong họ Gnaphosidae.